# Alexandra Georgescu
Ioana Alexandra Georgescu (n. 31 mai 1995 în Giurgiu) este o handbalistă română care evoluează pe postul de intermediar stânga pentru clubul CS Dacia Mioveni 2012.
Georgescu a început să joace handbal la Nova Force Giurgiu, apoi a evoluat la CSȘ nr.2 București (împrumut), ACS Școala 181 SSP București și CSM Dunărea Giurgiu în Divizia A. La sfârșitul anului 2013, s-a transferat la CSM Ploiești iar pe 8 ianuarie 2014 a debutat în Liga Națională, într-un meci contra Dunării Brăila. În 2014 Georgescu s-a transferat la SCM Craiova, cu care a evoluat în Cupa Cupelor ediția 2016. La sfârșitul sezonului 2015-2016, a semnat cu CSM Unirea Slobozia, actuala HCM Slobozia, iar în 2018 și-a prelungit contractul. În vara lui 2020, Georgescu s-a transferat la CS Dacia Mioveni.
Georgescu a fost componentă a naționalei de tineret a României.
Jucătoarele preferate ale Alexandrei Georgescu sunt Cristina Neagu și Valentina Ardean-Elisei.

## Palmares
- Cupa Cupelor:
  - Optimi: 2016

- Cupa României:
  -  Medalie de bronz: 2015

- Campionatul Național de Junioare III:
  -  Câștigătoare: 2010

## Statistică goluri
Conform Federației Române de Handbal și Federației Europene de Handbal:
| Sezon                 | Echipă | Goluri |
| --------------------- | ------ | ------ |
|                       |        |        |
| 2013-14               |        |        |
| CSM Ploiești          | 35     |        |
|                       |        |        |
| 2014-15               |        |        |
| SCM Craiova           | 11     |        |
|                       |        |        |
| 2015-16               |        |        |
| SCM Craiova           | 44     |        |
|                       |        |        |
| 2016-17               |        |        |
| CSM Unirea Slobozia   | 47     |        |
|                       |        |        |
| 2017-18               |        |        |
| HCM Slobozia          | 36     |        |
|                       |        |        |
| 2019-20               |        |        |
| HCM Slobozia          | 82     |        |
|                       |        |        |
| 2020-21               |        |        |
| CS Dacia Mioveni 2012 | 87     |        |
|                       |        |        |
| 2021-22               |        |        |
| CS Dacia Mioveni 2012 | 88     |        |

| Sezon                 | Echipă | Goluri |
| --------------------- | ------ | ------ |
|                       |        |        |
| 2013-14               |        |        |
| CSM Ploiești          |        |        |
|                       |        |        |
| 2014-15               |        |        |
| SCM Craiova           | 1      |        |
|                       |        |        |
| 2015-16               |        |        |
| SCM Craiova           | 1      |        |
|                       |        |        |
| 2016-17               |        |        |
| CSM Unirea Slobozia   | 6      |        |
|                       |        |        |
| 2017-18               |        |        |
| HCM Slobozia          | -      |        |
|                       |        |        |
| 2018-19               |        |        |
| HCM Slobozia          | 27     |        |
|                       |        |        |
| 2019-20               |        |        |
| HCM Slobozia          | 10     |        |
|                       |        |        |
| 2020-21               |        |        |
| CS Dacia Mioveni 2012 | 1      |        |
|                       |        |        |
| 2021-22               |        |        |
| CS Dacia Mioveni 2012 | 15     |        |

| Sezon       | Echipă | Goluri |
| ----------- | ------ | ------ |
|             |        |        |
| 2015-16     |        |        |
| SCM Craiova | 13     |        |